# Parque nacional Cayambe-Coca
El parque nacional Cayambe-Coca (PNCC) es un área protegida localizada al nororiente de Ecuador, en las provincias de Pichincha, Imbabura, Napo y Sucumbíos. Abarca más de 400 000 ha, en ella encierra montañas como Cayambe, Saraurcu, Puntas y Reventador, así como comunidades Kichwa de Oyacachi. El parque nacional presenta un amplio rango altitudinal, desde de las zonas gélidas en los glaciares del volcán Cayambe (5790 m s. n. m.) hasta los bosques húmedos piemontanos en el río Quijos, pasando por los páramos húmedos, los bosques de Polylepis, bosques achaparrados, bosques altoandinos y bosques nublados. En las partes altas, hacia el valle interandino, la vegetación es más seca y se encuentra bastante alterada por la intensificación de las actividades agropecuarias.

## Características físicas

### Geología
Se ubica en la sección occidental de la cordillera de los Andes, dentro del área se sitúan dos volcanes, el volcán Reventador y Cayambe. El volcán Cayambe es un estratovolcán compuesto que tiene una altura de 5790 m s. n. m., ubicado en dirección oeste, se caracteriza por la presencia de varios domos volcánicos, además tiene una masa glaciar sobre los 4600 m s. n. m. de unos 22 km² aproximados, alcanzando un espesor de 30 a 50 m en la zona que cubre.

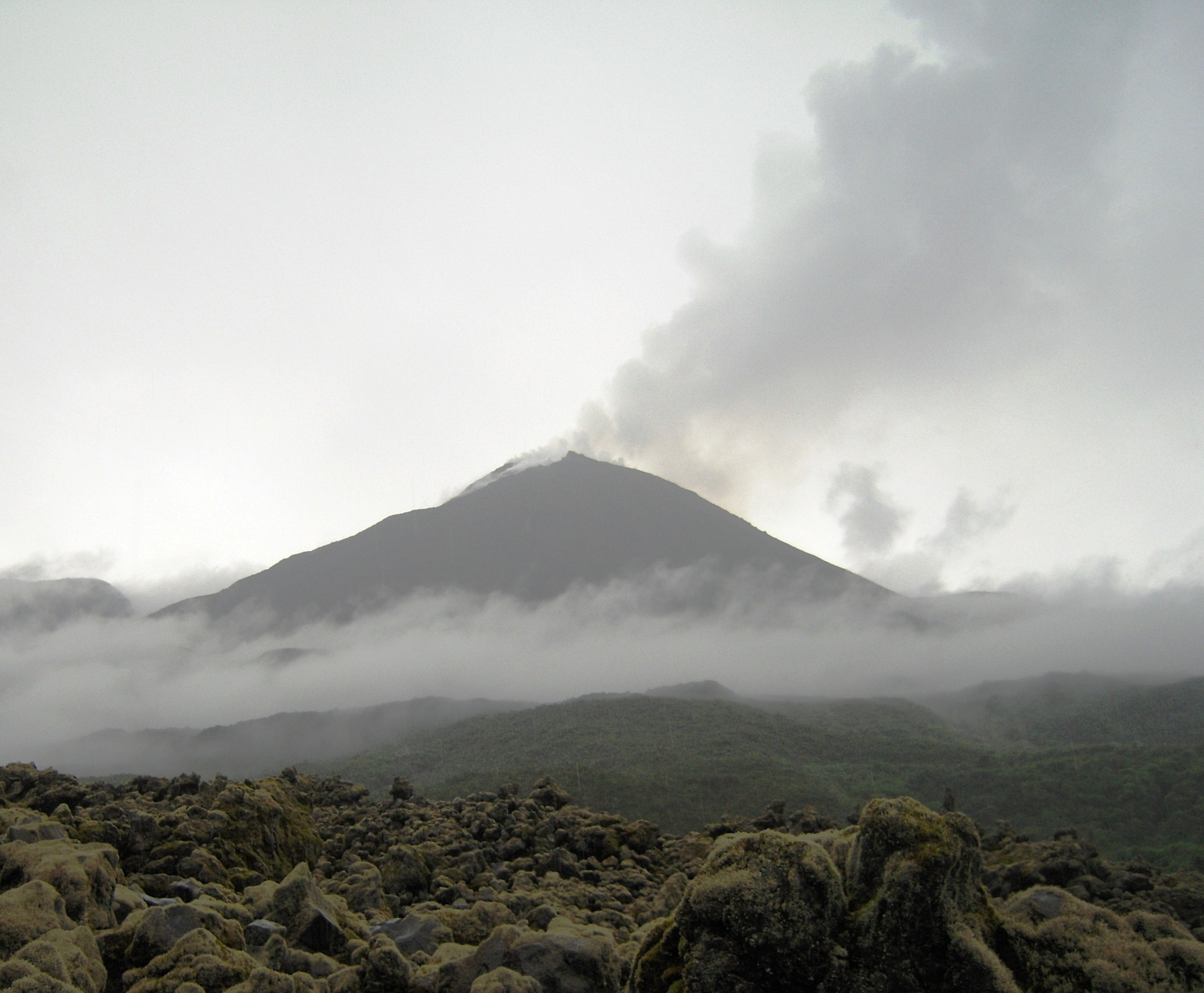
Volcán Reventador (en actividad eruptiva, 2012).

El volcán Reventador se ubica en el extremo este del PNCC, es un estratovolcán actualmente activo y en erupción; el edificio volcánico está compuesto por rocas de tipo andesitas y andesitas basálticas, el cono es alargado y tiene una pendiente de unos 34°.
El 10 % de la superficie total del PNCC corresponde a litología del Paleozoico, a cual consiste en: esquistos, cuarcitas y pizarras. En cambio el 58 %  corresponde a litología de la Era Mesozoica y presenta: esquistos, metalavas, granodioritas, dioritas, cuarcita, lutitas, calizas negras, y en su último periodo, lavas y piroclastos. El 22 % de la superficie corresponde al Cenozoico, formado principalmente por: lutitas, andesitas y piroclastos. Las formaciones volcánicas del PNCC atribuyen el 10 % de la superficie restante del área protegida.

### Geomorfología
El 52 % del área protegida esta caracterizada por relieves montañosos, un 6 % por relieves volcánicos y un 4,2 % de relieve colinado, otras geoformas características dentro del PNCC son los circos glaciares, rocas aborregadas, morrenas, flujos de lava (3,8 %), relieve volcánico colinado y terrazas (2,5 %). Entre las geoformas más diversas dentro del parque son los volcánes Cayambe y Reventador, además de sus alrededores donde se encuentran el cerro Puntas, las lagunas de Puruhanta y San Marcos, y todo el paisaje noroccidental de la parroquia Papallacta, que incluye varios sistemas de humedales con depresiones lagunares y pantanosas.
El parque también presenta paisajes fluviales accidentados, donde ríos cruzan por barrancos y gargantas incluye diversos valles en U, valles en V, valles colgados y fluvio glaciares. Al noreste, en la parte amazónica del parque presenta superficies disectadas de cuestas (3,5 %) y de mesas (2,3 %).

### Hidrografía
El PNCC se localiza dentro de dos vertientes: la vertiente del Pacífico y la vertiente del Amazonas. Dentro del área nacen importantes sistemas hídricos como el Esmeraldas, Chota, Mira, Papallacta, Cosanga, Quijos, Oyacachi, Salado, Coca y Aguarico.

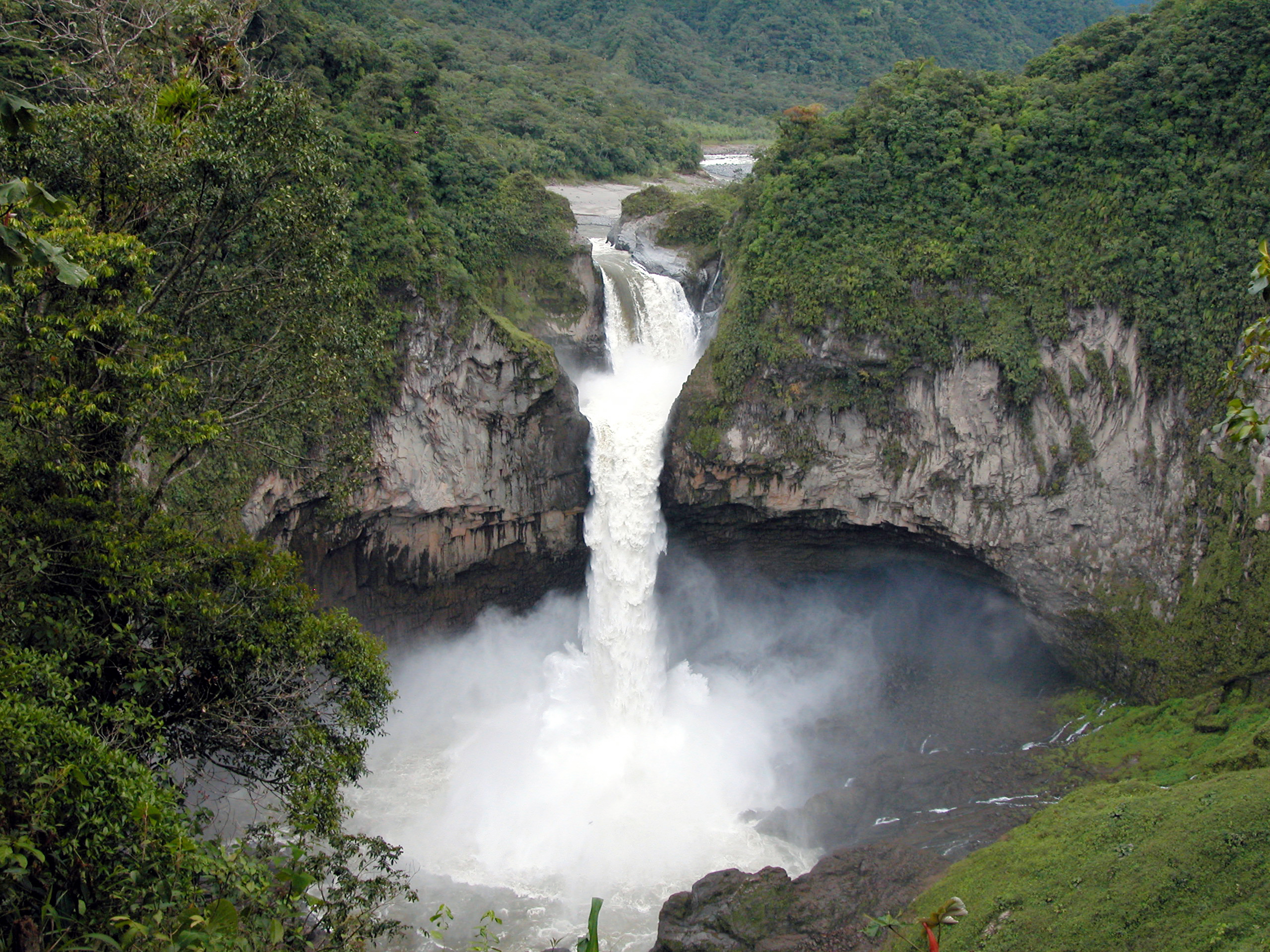
Fotografía de lo que era la cascada San Rafael antes que colapsara

En el área protegida nacen importantes ríos tributarios que alimentan a subcuencas que conforman demarcaciones hidrográficas superiores importantes tales como Napo, Esmeraldas, y Mira. La demarcación hídrica del río Napo es aportada por el 92 % del PNCC, mientras que el 8 % restante aporta a la demarcación hídrica del río Esmeraldas y Mira. El 58 % de la demarcación hídrica del Río Napo se encuentra dentro del parque nacional. El 57 % de la superficie de la subcuenca del Río Coca se encuentra dentro del PNCC, mientras que el 44 % de la totalidad de la cuenca del Río Coca se encuentra dentro del PNCC.

### Clima
El parque nacional es una zona con alta pluviosidad (de 800 a 1487 mm) de forma anual en la cordillera Oriental. La zona más húmeda es la cuenca baja del río Due, con precipitaciones de hasta 5.662 mm anuales en el área de captación suroccidental. El 23,7 % del PNCC presenta un clima mesotropical o montano, el 33,8 %  es un clima termotropical que incluye el área oriental y baja del parque; un 35,8 % (área montañosa al oeste del parque) presenta un clima supratropical; y, el 6,6 % de clima orotropical que incluye al volcán Cayambe, el Cerro Saraurco y los sistemas de humedales de Papallacta.
En el territorio oriental del parque la temperatura máxima es de 18 a 29,5 °C, mientras que en el área montañosa de la sección occidental del parque es de 1,5 a 14,3 °C; las temperaturas mínimas son de -7,8 hasta 7,5 en la cordillera oriental y de 10,6 a 18,5 en la Amazonía. Las características climáticas, el relieve y la influencia de los vientos orientales que se encuentran en la cordillera Real, han incidido en la biogeografía y la diversidad del PNCC.

## Características biológicas

### Ecosistemas y cobertura vegetal
El PNCC está conformado por 10 ecosistemas en base al Sistema de Clasificación de los Ecosistemas del Ecuador Continental del MAE (2013), 4 de estos son ecosistemas de páramo y 7 de bosques nativos. Los ecosistemas boscosos son predominantes frente a los ecosistemas de páramo, el 66 % de la superficie del PNCC son bosques nativos y solo un 26 % son páramos, el porcentaje restante corresponde al 0,3 % de agua, 7,3 % de área de intervención antrópica y 0,7 % a otras.
|               | Ecosistema                                                                        | Porcentaje (%) | Hectáreas (ha) |
| ------------- | --------------------------------------------------------------------------------- | -------------- | -------------- |
| Bosque nativo | Bosque siempreverde piemontano del Norte de la Cordillera Oriental de los Andes   | 6.8            | 27 770,90      |
| Bosque nativo | Bosque siempreverde montano alto del Norte de la Cordillera Oriental de los Andes | 16             | 66 157,3       |
| Bosque nativo | Bosque siempreverde montano bajo del Norte de la Cordillera Oriental de los Andes | 17             | 67 585.70      |
| Bosque nativo | Bosque siempreverde montano del Norte de la Cordillera Oriental de los Andes      | 26             | 104 202        |
| Bosque nativo | Total                                                                             | 66             | 265 716        |
| Páramo        | Herbazal y Arbustal siempreverde subnivel del Páramo                              | 0.01           | 144,41         |
| Páramo        | Bosque siempreverde del Páramo                                                    | 0.3            | 478,67         |
| Páramo        | Herbazal inundable del Páramo.                                                    | 0.1            | 552,6          |
| Páramo        | Herbazal ultrahúmedo subnivel del Páramo                                          | 0.5            | 2121,21        |
| Páramo        | Arbustal siempreverde y Herbazal del Páramo.                                      | 5.2            | 21 196,1       |
| Páramo        | Herbazal del Páramo.                                                              | 20.3           | 82 770,9       |
| Páramo        | Total                                                                             | 26             | 107 233,89     |

### Flora
Hábitats varían desde los pastizales del páramo a los bosques lluviosos montanos. Los ichu, helechos y licopodios son las plantas más comunes. Hay más de cien especies de plantas endémicas.

### Fauna
Las investigaciones han sido dispersas en el PNCC, lo que no posibilitad procesos de validación científica; la caracterización de la fauna del PNCC se basó en el estudio de 1998 sobre Evaluación Ecológica Rápida realizado por el Centro de Datos para la Conservación- CDC y en investigaciones realizadas por la EPMAPS.

#### Aves
Se han registrado 395 especies, se estima que ese número podría aumentar debido a que aún no se han explorado áreas del parque, en especial en las estribaciones andinas. Entre las especies más representativas dentro del parque, están el cóndor andino (Vultur gryphus), águila poma (Oroaetus isidori), pava Carunculada (Aburria aburri), fuegian snipe (Gallinago stricklandii), picoguadaña grande (Campylorhamphus pucherani), picocono gigante (Oreomanes fraseri), Tucán Andino Pechigrís (Andigena hypoglauca), Guacamayo Militar (Ara militaris), Tangara Montana Enmascarada  (Buthraupis wetmorei), Periquito Alipunteado (Touit stictoptera).

#### Mamíferos
En el parque nacional hay registros de 106 especies de mamíiferos; en la zona norte del PNCC se han registrado una fauna variada compuesta por 12 especies de monos grandes poblaciones de varias especies amenazadas a nivel mundial, además de 42 especies de mamíferos grandes que se encuentran amenazadas. Las especies que se pueden enontrar en el área protegida son la Corzuela colorada (Mazama americana), Venado del Páramo (Mazama rufina), Venado chonta (Pudu mephistophiles), Comadreja colombiana (Mustela felipeii), Oso de anteojos (Tremarctos ornatus),  Zorro de oreja corta (Atelocynus microtis), Tití cuellinegro (Saguinus nigricollis).

#### Anfibios
Este grupo está representado por varios subgrupos o familias, con un registro de 116 especies, las más representativas del PNCC son el Jambato negro (Atelopus ignescens), Sapo de hojarasca (Bufo typhonius), Rana marsupial andina (Gastrotheca riobambae), Rana de cabeza triangular de Sumaco (Hemiphractus proboscideus), Rana de torrente de Jondachi (Hyla staufferorum), Rana gorda de Cuyuja (Eleutherodactylus elassodiscus), Cutín del Salto de Agua (Eleutherodactylus pugnax), Cutín de Baños (Eleutherodactylus nigrogriseus), Cecilia de Santa Rosa (Caecilia attenuata).

#### Reptiles
Está formada por alrededor de 140 especies, tres de ellas se distribuiyen en todos los pisos altitudinales, sin embargo, su diversidad alcanza niveles superlativos en los pisos Tropical y Subtropical. Las especies más representativas son las lagartijas ribereñas (Neusticurus ecpleopus), Cuilanes de montaña (Pholidobolus montium), Anolis de piel áspera (Norops trachyderma), Culebras caracoleras ecuatorianas (Dipsas elegans), Culebras caracoleras (Dipsas gracilis).

## Cultura
Hay comunidades indígenas que viven dentro del área protegida, tales como los Kichwa de la comunidad Oyacachi en el lado occidental de la Cordillera de los Andes y los Cofán de la comunidad de Sinangué en la provincia de Sucumbíos.

## Atracciones
- Las aguas termales de Papallacta son visitadas para relajarse en los balnearios y las cercanas praderas del altiplano son frecuentados para la pesca y la observación de las aves.
- Cantón Cayambe incluye las estructuras pre-incas Pambamarca, Templo del Sol y la Luna en Puntiatsil y parte del Camino Inca.
- El volcán Cayambe: volcán activo cubierto de nieve y favorito de los andinistas, el cual presenta una anomalía sísmica que indica una posible reactivación tras 230 años de letargo, pero aun así, el turismo continua. (5790 ms.n.m.).
- Lago Puruhanta: situado en el norte, el lago tiene caminos, campin, así como ruinas antiguas (llamado "la Mesa") con flora y fauna diversa.
- Lago de San Marcos: tiene un observatorio donde la diversa flora y fauna de la naturaleza se puede ver.
- Oyacachi: su principal atractivo son la comunidad y la pradera.
- La Cascada de San Rafael: con una altura de caída de 131 m, es una de las características más impresionantes del parque y la cascada más alta del Ecuador. Se encuentra en el río Quijos y puede acceder por carretera.
- Quijos: turismo cultural y natural.
- Cascada de Buga y bosques primarios de Paquiestancia.
- Cofán de Sinangoe: comunidad en la pradera.
- Otras cumbres: Sarahurco (4725 ms.n.m.), volcán El Reventador (3485 ms.n.m.), Cerro Puntas (4452 ms.n.m.).